# Sam Falzone
Salvatore J. „Sam“ Falzone (* 20. Dezember 1933 in Buffalo, New York; † 22. September 2013 in Getzville, New York) war ein US-amerikanischer Jazzmusiker (Sopran-, Alt- und Tenorsaxophon, Klarinette, Bassklarinette), Musikpädagoge und Hochschullehrer. Laut JazzTimes war er vor allem durch seine Mitgliedschaft im Orchester von Don Ellis bekannt.

## Wirken
Falzone trat in den 1950er-Jahren in der Air Force Band in Washington, D.C. auf. Nach einem ersten Abschluss in Musikpädagogik am Fredonia State College unterrichtete er zunächst im Raum Buffalo, bevor er nach Kalifornien zog, wo er mit Bandleadern wie Benny Goodman, Lionel Hampton und Buddy Rich arbeitete. Er wirkte als Studiomusiker auch auf Alben von Steppenwolf und bei Aufnahmen von Filmmusiken mit, darunter The French Connection (1971). Ab 1968 spielte er bei Don Ellis und wirkte an dessen Alben wie Autumn (1968), Live at Fillmore (1970), Tears of Joy (1971) oder Soaring (MPS, 1973) mit. Bei Ellis fungierte er auch als Road Manager des Orchesters, komponierte und arrangierte („Get It Together“, „Put It Where You Want It“, „Go Back Home“). In den 1970er-Jahren unterrichtete Falzone Musik an der Buffalo State University und leitete den Buffalo Jazz Workshop. 1984 erwarb er den Master, war fortan als Hochschullehrer tätig und leitete das Jazzensemble und Jazz-Improvisationklassen der Universität. Daneben unterrichtete er an öffentlichen Schulen in Buffalo. 1982 begründete er die Veranstaltungsreihe The Buffalo News Jazz at the Albright-Knox; 1988 legte er sein einziges Album unter eigenem Namen, The Music of Sam Falzone — A Family „Sweet“ vor. Laut Tom Lord war er zwischen 1968 und 1976 an zehn Aufnahmesessions beteiligt. Auch nahm er mit Kofi Wilmot auf, für den er auch arrangierte, und spielte in der Joe Baudo Big Band und der von Milcho Leviev geleiteten Don Ellis Alumni Band, die 2005 im Whisky a Go Go und 2007 beim Swing into Spring Festival auftrat.
Sein Sohn ist der Jazz-Bassist Don Falzone.